# クネズ・ミハイロヴァ通り

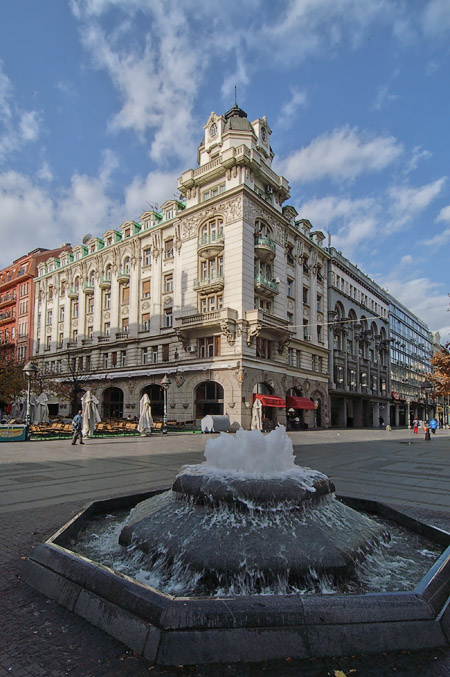
クネズ・ミハイロヴァ通り

クネズ・ミハイロヴァ通り（セルビア語:Улица кнез Михаилова / Ulica knez Mihailova、ミハイロ公通り）は、セルビア共和国の首都・ベオグラードの中心をなす大通りである。歩行者天国となっており、ショッピング街として多くの人でにぎわう。街で最古にして最重要のランドマークとして法律で保護されている。通りに沿って立ち並ぶ象徴的な建築物の多くは、1870年代に建てられたものである。

## 歴史

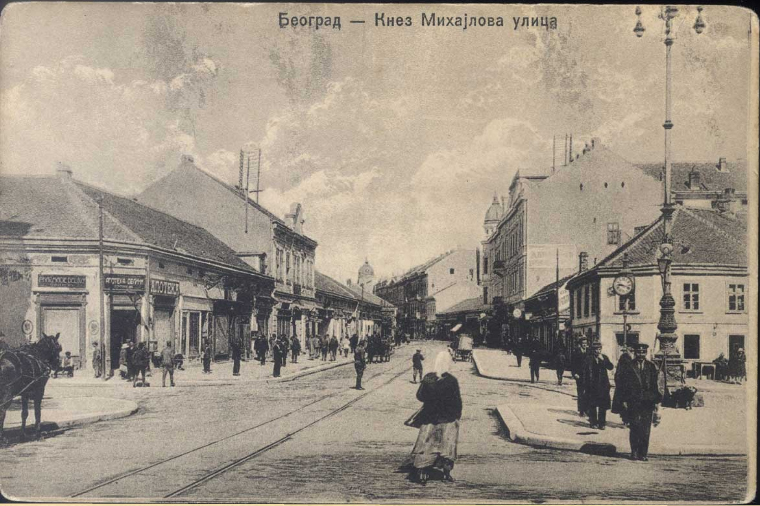
1900年ごろのクネズ・ミハイロヴァ通り

クネズ・ミハイロヴァ通りは、古代ローマ時代の都市・シンギドゥヌム（Singidunum）の中心の大通りに沿って伸びている。オスマン帝国支配下の時代、この通りの場所には庭園、水飲み場、モスクなどがあった。19世紀中頃、通りの半分はアレクサンダル・カラジョルジェヴィッチの庭園に面していた。エミリヤン・ヨシモヴィッチ（Emilijan Josimović）による1867年の都市計画に基づく再開発で、やがて現在へとつながる外観へと変貌を遂げていった。通りの両側には、ベオグラードの有力な富豪たちの邸宅が立ち並ぶようになり、1870年にベオグラード市政府はこの通りを「クネズ・ミハイロヴァ通り」と名付けた。

### 著名な建築物
- スルプスカ・クルナ・ホテル（Srpska Kruna） - 1869年にロマン主義の様式で建てられ、当時ベオグラードで最も現代的な建物であった。1945年から1970年まで、セルビア国立図書館がこの建物に入っていた。現在、ベオグラード市図書館がこの建物に入っている。
- マルコ・ストヤノヴィッチ邸 - 1889年に建てられた、法律家・マルコ・ストヤノヴィッチ（Marko Stojanović）の私邸であり、ルネサンス様式をとる。1937年に創設された美術アカデミーは、かつてこの建物を使用していた。現在は同アカデミーの画廊として使われている。
- 都市建築ブロック - 1870年代に相次いで建てられた建築物の一群であり、それまでのバルカン建築からの脱却の始まりであった。これらの建物はいずれも、ロマン主義からルネサンスにかけての伝統的な様式で建てられている。このグループに属する建築物には次のようなものがある:
  - フリスティナ・クマンドゥディ邸（Hristina Kumandudi） - クネズ・ミハイロヴァ通りとドゥブロヴァチュカ通りの交差点に面する建物で、1870年に建てられた。かつて、フランス・セルビア銀行が入っており、後にベルギーおよびイギリスの領事館として使用された。
  - クリスティナ・メハナ - 1869年に商業施設として建てられたもので、クルスティッチ（Krstić）兄弟が同名のホテルを運営していた。市議会の議事堂が完成するまでの間、ここで議会が開かれていた。
  - ヴェリコ・サヴィッチ邸（Veljko Savić） - 1869年に店舗を併設した住宅として建造された。完成以降、その外観には何度も変更が加えられた。
- セルビア科学芸術アカデミー - ドラグティン・ジョルジェヴィッチ（Dragutin Đorđević）とアンドラ・ステヴァノヴィッチ（Andra Stevanović）による1912年の計画に基づき、1923年から1924年にかけて建造された。アカデミズムに分離派の要素を加えた様式となっている。この建物には、アカデミーの図書館、セルビアの歴史に関する多くの物品を収める書庫、地階の画廊、特別講堂、書店、古美術品店が入っている。
- ニコラ・スパシッチ邸 - 1889年に実業家のニコラ・スパシッチ（Nikola Spasić）の住居として建造された。コンスタンティン・ヨヴァノヴィッチ（Konstantin Jovanović）によるルネサンス様式の建築である。
- ニコラ・スパシッチ・ホール - 1912年に分離派様式で建造された。
- グルチュカ・クラリツァ（ギリシャの女王） - 1835年にアカデミズム様式で建造されたコーヒー店。
- ルスキ・ツァル（ロシアのツァーリ） - カフェ、レストラン。1926年にアカデミズム様式で建造された。
- ホテル・ロシア - 1870年に建造され、1920年に増築された。現在はルドナプ（Rudnap）社の事務所となっている。

## 特徴
クネズ・ミハイロヴァ通りはベオグラード市民の集いの場所となっている。通りは、東ヨーロッパで最も美しい歩行者天国のひとつとされ、いつも多くの市民や観光客でにぎわっている。テラジイェ広場とカレメグダン公園を結ぶ道として、毎日多くの人々がこの通りをそぞろ歩く。
通りに面してセルビア科学芸術アカデミー、セルバンテス文化センター、ゲーテ機関、フランス文化センターや、多くの店舗、カフェが立ち並んでいる。
2006年12月、ビジネスウィーク誌は、ヨーロッパのクリスマス・ショッピング・スポットのひとつにこの通りを選んでいる。マンゴ、ザラ、スプリングフィールド、ナイキ、リプレイ、ロリス・アザロ、コルテフィエル、モルガン・ドゥ・トワ、オフィス・シューズ、スワロフスキー、チェーザレ・パチョッティ、タリー・ウェイル、ミス・シックスティ、ベータ、チャンピオン、アルド、アディダスなどの国際的なファッション・ブランドや、セルビアのトドルなどのショップがある。また、ミレニアム、ロブネ・クツェ・ベオグラード（Robne kuće Beograd）、シティ・パッセージなどの、多くのブランドを取り扱うショッピング・センターもある。アレクサンダル・パラス・ホテル（Aleksandar Palas Hotel）もほど近い。
アエロフロート・ロシア航空、マレーヴ・ハンガリー航空、エミレーツ航空、カンタス航空、ブリティッシュ・エアウェイズ、エールフランスなど、各国の航空会社の事務所もここに集中している。
不動産としての価値をみたとき、クネズ・ミハイロヴァ通り沿いとその周辺はベオグラードでもっとも価格が高い。2007年11月末に、国有会社ユーゴエクスポルト（Jugoexport）が保有する485平方メートルの区画が売られた際の価格は1500万ユーロであり、1平方メートルあたり3万2千ユーロの値がついた計算となる。